# Oligotrichum compressum
Oligotrichum compressum là một loài rêu trong họ Polytrichaceae. Loài này được (Hook. f. & Wilson) Kindb. mô tả khoa học đầu tiên năm 1888.